# 內田嘉吉
內田嘉吉（日语：／ Uchida Kakichi，1866年11月18日—1933年1月3日），日本東海道武藏國江戶（今東京都）人，遞信次官、臺灣總督。

## 生平
1891年東京帝國大學英法科畢業後，歷任司法官試補、遞信事務官、參事官、管船局長等。1910年8月當佐久間左馬太總督之民政長官繼任者有爭議時，自拓殖局第一部長調職台灣，22日起任民政長官兼臨時糖務局長、土木部長、鐵道部長，1915年10月20日，由於與安東貞美總督理念不合而離職。返日後任遞信次官，1918年敕選為貴族院議員，民政長官任內正是總督府以武力鎮壓台灣人最甚的期間，又發生西來庵事件等民眾反抗，臺灣人受株連者頗多。
1923年派任第9任總督，當時首相山本權兵衛原打算推舉山梨半造為台灣總督，然而田健治郎以熟悉台灣事務為由大力推薦內田嘉吉，山本才放棄原先想法。其任內發生壓迫台灣議會設置請願運動，檢舉台灣議會期成同盟會會員，引起治警事件。逮捕台灣知識份子，就任未滿一年，因民政黨內閣成立，山本權兵衛內閣垮台而撤職。內田嘉吉是唯一擔任過民政長官與台灣總督的官僚。
台灣文學家陳虛谷於《應社詩薈》〈內田總督撤職有感〉有詩評之云：「來是堂堂去杳然，此時心事亦堪憐，也應舟出基隆港，感慨榮枯易變遷。」；「思想絲毫不變更，依然壓迫再橫行，可憐汝亦痴愚甚，贏得千秋唾罵名。」
大正時期，安東、明石兩任總督是台灣南進政策最積極的推動者，輔佐南進政策的民政長官即是內田嘉吉與下村宏。1915年內田嘉吉與田健治郎創立南洋協會，任副會長一職。著作有關台灣南進政策的〈國民南洋發展策〉，積極展開南進活動。於出國考察期間，大量搜購稀有圖書。其後人將多達16000餘冊圖書捐贈給今之千代田圖書館，設有《內田嘉吉文庫稀覯書集覽》。紀念集有其子內田誠之《父》。
| 政府职务                                    | 政府职务                                                     | 政府职务                                       |
| ------------------------------------------- | ------------------------------------------------------------ | ---------------------------------------------- |
| 臺灣總督府                                  |                                                              |                                                |
| 前任： 田健治郎                             | 總督 1923年9月6日－1924年9月1日                              | 繼任： 伊澤多喜男                              |
| 前任： 龜山理平太（代理）                   | 民政部蕃務本署蕃務總長（代理） 1915年1月8日－ 1915年7月22日  | 繼任： 職位廢止 （原因：蕃務本署併入警察本署） |
| 前任： 龜山理平太                           | 民政部警察本署警視總長（代理） 1915年1月8日－ 1915年10月20日 | 繼任： 下村宏（代理） 正任：湯地幸平           |
| 前任： 職位創建                             | 臨時臺灣戶口調查部長 1914年6月27日－1915年10月20日           | 繼任： 下村宏                                  |
| 前任： 大津麟平                             | 民政部蕃務本署蕃務總長（代理） 1913年6月30日－ 1914年5月9日  | 繼任： 龜山理平太（代理）                      |
| 前任： 職位創建 （原因：由土木部長改制）    | 民政部土木局長（代理） 1911年10月16日－1912年1月4日          | 繼任： 高橋辰次郎                              |
| 前任： 宮尾舜治（代理） 正任：大島久滿次    | 鐵道部長 1910年8月25日－1915年10月20日                       | 繼任： 下村宏                                  |
| 前任： 宮尾舜治（代理） 正任：大島久滿次    | 土木部長 1910年8月22日－1911年10月16日                       | 繼任： 職位廢止 （原因：改制為民政部土木局長） |
| 前任： 宮尾舜治（代理） 正任：大島久滿次    | 民政部民政長官 1910年8月22日－1915年10月20日                 | 繼任： 下村宏                                  |
| 文部省                                      |                                                              |                                                |
| 教育評議會委員 1921年7月9日－1922年10月14日 |                                                              |                                                |
| 遞信省                                      |                                                              |                                                |
| 前任： 湯河元臣                             | 遞信次官 1917年2月13日－1918年9月30日                        | 繼任： 中西清一                                |
| 前任： 山縣伊三郎                           | 高等海員審判所長 1903年8月10日－1910年9月3日                 | 繼任： 湯河元臣                                |
| 前任： 淺田徳則（代理） 正任：山縣伊三郎    | 管船局長 1901年7月30日－1910年8月22日                        | 繼任： 湯河元臣（代理） 正任：湯河元臣         |